# 中津市
中津市（なかつし）は、大分県の最北西部にある市。大分県北部の中核都市である。1929年（昭和4年）市制施行。

## 概要
大分県内では大分市、別府市に次いで人口が3番目に多い自治体である。城下町であり、青の洞門、羅漢寺、福澤諭吉旧居、中津城などの文化財や歴史的建造物、市域南部には景勝地の耶馬渓がある。
中津市は旧豊前国にあたるため、福岡県の旧豊前国である北九州地区（北九州市、行橋市、豊前市、築上郡、京都郡、田川郡の一部など）との結び付きが強く、福岡県からの通勤・通学人口が非常に多い。特に旧上毛郡地域であった豊前市、上毛町、吉富町は、古くは旧下毛郡と合わせて三毛郡というひとつの郡であったため、中津市との関係が深く、経済・文化・生活面で中津市と一体である。そのため、山国川を挟んで隣接する福岡県吉富町・上毛町は、築上郡の中心都市である豊前市との合併を拒否して中津市との越境合併を視野に入れている。経済的に北九州都市圏の中にあり、同都市圏の5パーセント通勤圏であるが、小都市圏である中津都市圏（約217,000人）の中心都市としての役目も担っている。また南部の山国町は、中津市街地よりも日田市の方が距離的に近いため、後者との結びつきが強い。
2004年（平成16年）末にはダイハツ車体の本社・工場を移転したことで、自動車関連工場の集積が進んでいる。2015年（平成27年）3月1日、東九州自動車道の中津ICが開設された。

## 地理

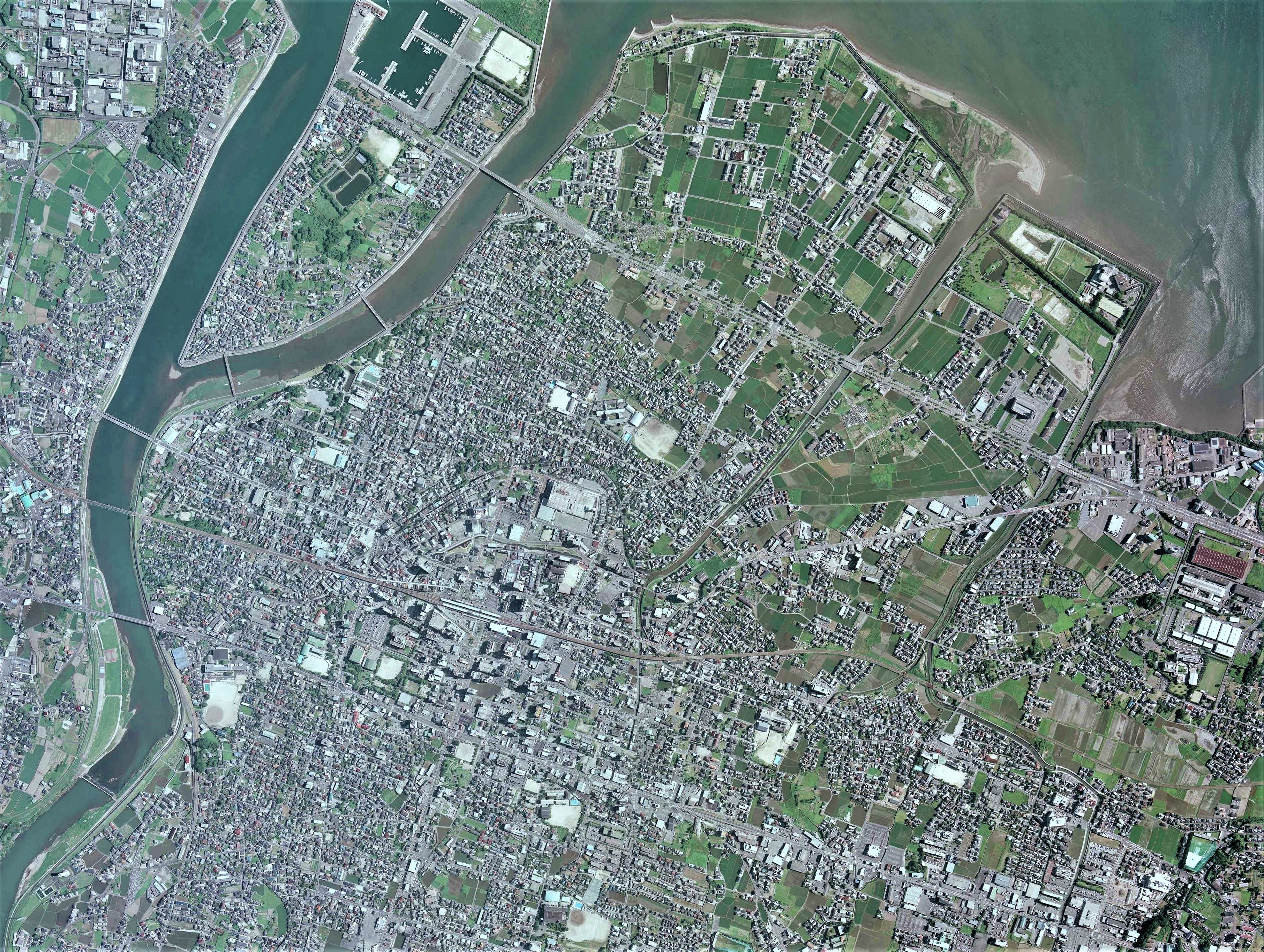
中津市中心部周辺の空中写真。
2013年7月11日撮影の2枚を合成作成。。

### 地形
- 北部は周防灘（瀬戸内海）に面する。南部の本耶馬渓、耶馬渓、山国町はほとんどが山間部で、この地域は耶馬渓と呼ばれる景勝地である。
- 東部から宇佐市にかけては、広範囲に水田が広がり、県内最大規模の農業地帯である。
- 耶馬溪・八面山麓から山国川流域には、県内最大規模の平野である中津平野が広がる。

### 自然
- 八面山 (大分県)
- 山国川（福岡・大分県境を流れる一級河川）
- 犬丸川
- 周防灘
- 英彦山
- 野依新池

### 気候
瀬戸内海式気候のために温暖で、年間降水量も九州では少ない地域である。市内北東部の野依新池では環境省のレッドデータブックで絶滅危惧I種に指定され、生息が壊滅状態となっているベッコウトンボの個体群が繁殖している。山国川上流の耶馬溪町に位置する耶馬溪ダムは、北九州地区および大分県北部の水がめとしての役割を担う。
| 中津（2011年 - 2020年）の気候      | 中津（2011年 - 2020年）の気候 | 中津（2011年 - 2020年）の気候 | 中津（2011年 - 2020年）の気候 | 中津（2011年 - 2020年）の気候 | 中津（2011年 - 2020年）の気候 | 中津（2011年 - 2020年）の気候 | 中津（2011年 - 2020年）の気候 | 中津（2011年 - 2020年）の気候 | 中津（2011年 - 2020年）の気候 | 中津（2011年 - 2020年）の気候 | 中津（2011年 - 2020年）の気候 | 中津（2011年 - 2020年）の気候 | 中津（2011年 - 2020年）の気候 |
| 月                                 | 1月                           | 2月                           | 3月                           | 4月                           | 5月                           | 6月                           | 7月                           | 8月                           | 9月                           | 10月                          | 11月                          | 12月                          | 年                            |
| ---------------------------------- | ----------------------------- | ----------------------------- | ----------------------------- | ----------------------------- | ----------------------------- | ----------------------------- | ----------------------------- | ----------------------------- | ----------------------------- | ----------------------------- | ----------------------------- | ----------------------------- | ----------------------------- |
| 最高気温記録 °C （°F）             | 19.4 (66.9)                   | 23.8 (74.8)                   | 24.5 (76.1)                   | 29.7 (85.5)                   | 31.3 (88.3)                   | 36.1 (97)                     | 37.9 (100.2)                  | 38.0 (100.4)                  | 35.5 (95.9)                   | 32.6 (90.7)                   | 27.9 (82.2)                   | 25.7 (78.3)                   | 38.0 (100.4)                  |
| 平均最高気温 °C （°F）             | 9.7 (49.5)                    | 10.2 (50.4)                   | 14.2 (57.6)                   | 19.0 (66.2)                   | 24.0 (75.2)                   | 26.1 (79)                     | 30.4 (86.7)                   | 32.0 (89.6)                   | 27.5 (81.5)                   | 22.6 (72.7)                   | 17.5 (63.5)                   | 11.5 (52.7)                   | 20.4 (68.7)                   |
| 日平均気温 °C （°F）               | 5.8 (42.4)                    | 6.1 (43)                      | 9.7 (49.5)                    | 14.2 (57.6)                   | 19.2 (66.6)                   | 22.4 (72.3)                   | 26.7 (80.1)                   | 27.9 (82.2)                   | 23.7 (74.7)                   | 18.6 (65.5)                   | 13.2 (55.8)                   | 7.5 (45.5)                    | 16.3 (61.3)                   |
| 平均最低気温 °C （°F）             | 2.0 (35.6)                    | 2.1 (35.8)                    | 5.2 (41.4)                    | 9.3 (48.7)                    | 14.4 (57.9)                   | 19.3 (66.7)                   | 23.7 (74.7)                   | 24.5 (76.1)                   | 20.5 (68.9)                   | 14.8 (58.6)                   | 9.0 (48.2)                    | 3.7 (38.7)                    | 12.4 (54.3)                   |
| 最低気温記録 °C （°F）             | −5.5 (22.1)                   | −4.4 (24.1)                   | −2.5 (27.5)                   | 0.6 (33.1)                    | 6.3 (43.3)                    | 12.8 (55)                     | 17.3 (63.1)                   | 18.0 (64.4)                   | 13.1 (55.6)                   | 7.3 (45.1)                    | 0.4 (32.7)                    | −2.2 (28)                     | −5.5 (22.1)                   |
| 降水量 mm （inch）                 | 56.2 (2.213)                  | 70.2 (2.764)                  | 88.5 (3.484)                  | 98.3 (3.87)                   | 102.6 (4.039)                 | 289.5 (11.398)                | 302.8 (11.921)                | 146.0 (5.748)                 | 178.8 (7.039)                 | 133.0 (5.236)                 | 61.6 (2.425)                  | 59.1 (2.327)                  | 1,574.1 (61.972)              |
| 平均降水日数 （≥1.0 mm）           | 5.7                           | 8.6                           | 8.3                           | 9.1                           | 7.1                           | 12.2                          | 10.9                          | 8.8                           | 9.6                           | 7.5                           | 7.2                           | 7.5                           | 102.3                         |
| 平均月間日照時間                   | 139.3                         | 136.1                         | 189.3                         | 198.5                         | 219.9                         | 131.5                         | 174.3                         | 215.3                         | 146.3                         | 169.7                         | 144.0                         | 126.2                         | 2,005                         |
| 出典1：Japan Meteorological Agency |                               |                               |                               |                               |                               |                               |                               |                               |                               |                               |                               |                               |                               |
| 出典2：気象庁                      |                               |                               |                               |                               |                               |                               |                               |                               |                               |                               |                               |                               |                               |

| 耶馬渓（1991年 - 2020年）の気候    | 耶馬渓（1991年 - 2020年）の気候 | 耶馬渓（1991年 - 2020年）の気候 | 耶馬渓（1991年 - 2020年）の気候 | 耶馬渓（1991年 - 2020年）の気候 | 耶馬渓（1991年 - 2020年）の気候 | 耶馬渓（1991年 - 2020年）の気候 | 耶馬渓（1991年 - 2020年）の気候 | 耶馬渓（1991年 - 2020年）の気候 | 耶馬渓（1991年 - 2020年）の気候 | 耶馬渓（1991年 - 2020年）の気候 | 耶馬渓（1991年 - 2020年）の気候 | 耶馬渓（1991年 - 2020年）の気候 | 耶馬渓（1991年 - 2020年）の気候 |
| 月                                 | 1月                             | 2月                             | 3月                             | 4月                             | 5月                             | 6月                             | 7月                             | 8月                             | 9月                             | 10月                            | 11月                            | 12月                            | 年                              |
| ---------------------------------- | ------------------------------- | ------------------------------- | ------------------------------- | ------------------------------- | ------------------------------- | ------------------------------- | ------------------------------- | ------------------------------- | ------------------------------- | ------------------------------- | ------------------------------- | ------------------------------- | ------------------------------- |
| 降水量 mm （inch）                 | 68.2 (2.685)                    | 87.6 (3.449)                    | 132.2 (5.205)                   | 142.2 (5.598)                   | 167.7 (6.602)                   | 350.3 (13.791)                  | 367.5 (14.469)                  | 176.1 (6.933)                   | 200.9 (7.909)                   | 107.6 (4.236)                   | 79.9 (3.146)                    | 64.8 (2.551)                    | 1,944.9 (76.571)                |
| 平均降水日数 （≥1.0 mm）           | 9.1                             | 9.7                             | 11.8                            | 10.1                            | 9.3                             | 13.5                            | 13.0                            | 10.3                            | 10.8                            | 7.3                             | 8.1                             | 8.7                             | 121.7                           |
| 出典1：Japan Meteorological Agency |                                 |                                 |                                 |                                 |                                 |                                 |                                 |                                 |                                 |                                 |                                 |                                 |                                 |
| 出典2：気象庁                      |                                 |                                 |                                 |                                 |                                 |                                 |                                 |                                 |                                 |                                 |                                 |                                 |                                 |

### 隣接市町村
- 大分県
  - 宇佐市
  - 日田市
  - 玖珠町
- 福岡県
  - 豊前市
  - 吉富町
  - 上毛町
  - 築上町
  - みやこ町
  - 添田町

### 人口
| |                                        |  |
| 中津市と全国の年齢別人口分布（2005年） | 中津市の年齢・男女別人口分布（2005年） |  |
| ■紫色 ― 中津市 ■緑色 ― 日本全国 | ■青色 ― 男性 ■赤色 ― 女性              |  |
| 中津市（に相当する地域）の人口の推移 \| 1970年（昭和45年） \| 83,262人 \| \| \| 1975年（昭和50年） \| 82,169人 \| \| \| 1980年（昭和55年） \| 85,963人 \| \| \| 1985年（昭和60年） \| 87,736人 \| \| \| 1990年（平成2年） \| 86,965人 \| \| \| 1995年（平成7年） \| 86,679人 \| \| \| 2000年（平成12年） \| 85,617人 \| \| \| 2005年（平成17年） \| 84,368人 \| \| \| 2010年（平成22年） \| 84,312人 \| \| \| 2015年（平成27年） \| 83,965人 \| \| \| 2020年（令和2年） \| 82,863人 \| \| |                                        |  |
| 総務省統計局 国勢調査より |                                        |  |
| 1970年（昭和45年） | 83,262人                               |  |
| 1975年（昭和50年） | 82,169人                               |  |
| 1980年（昭和55年） | 85,963人                               |  |
| 1985年（昭和60年） | 87,736人                               |  |
| 1990年（平成2年） | 86,965人                               |  |
| 1995年（平成7年） | 86,679人                               |  |
| 2000年（平成12年） | 85,617人                               |  |
| 2005年（平成17年） | 84,368人                               |  |
| 2010年（平成22年） | 84,312人                               |  |
| 2015年（平成27年） | 83,965人                               |  |
| 2020年（令和2年） | 82,863人                               |  |

### 地名
- 中津市の地名を参照のこと。

### 郵便番号
- 中津郵便局：871-00xx、871-08xx、871-8xxx
- 大貞郵便局：871-01xx
- 耶馬渓郵便局：871-02xx
- 上津郵便局：871-03xx
- 柿坂郵便局：871-04xx
- 山国郵便局：871-07xx
- 今津郵便局：879-01xx
- 長峰郵便局（宇佐市）：879-02xx

### 市外局番
- 市内全域 0979
  - 1990年頃までは旧市内0979、旧三光村097943、旧本耶馬渓町・旧耶馬溪町09795、旧山国町09796

## 歴史

### 古代
国道10号南側には条里制による条里地割の跡が現存しており、古代から中津平野の開発が行われていたことがわかる。
日本神話に出てくる豊葦原中国（とよあしはらのなかつくに）はこの地であり、豊の国や中津という地名はその名残であるとする説があるが、一般に受け入れられていない。

### 中世・近世

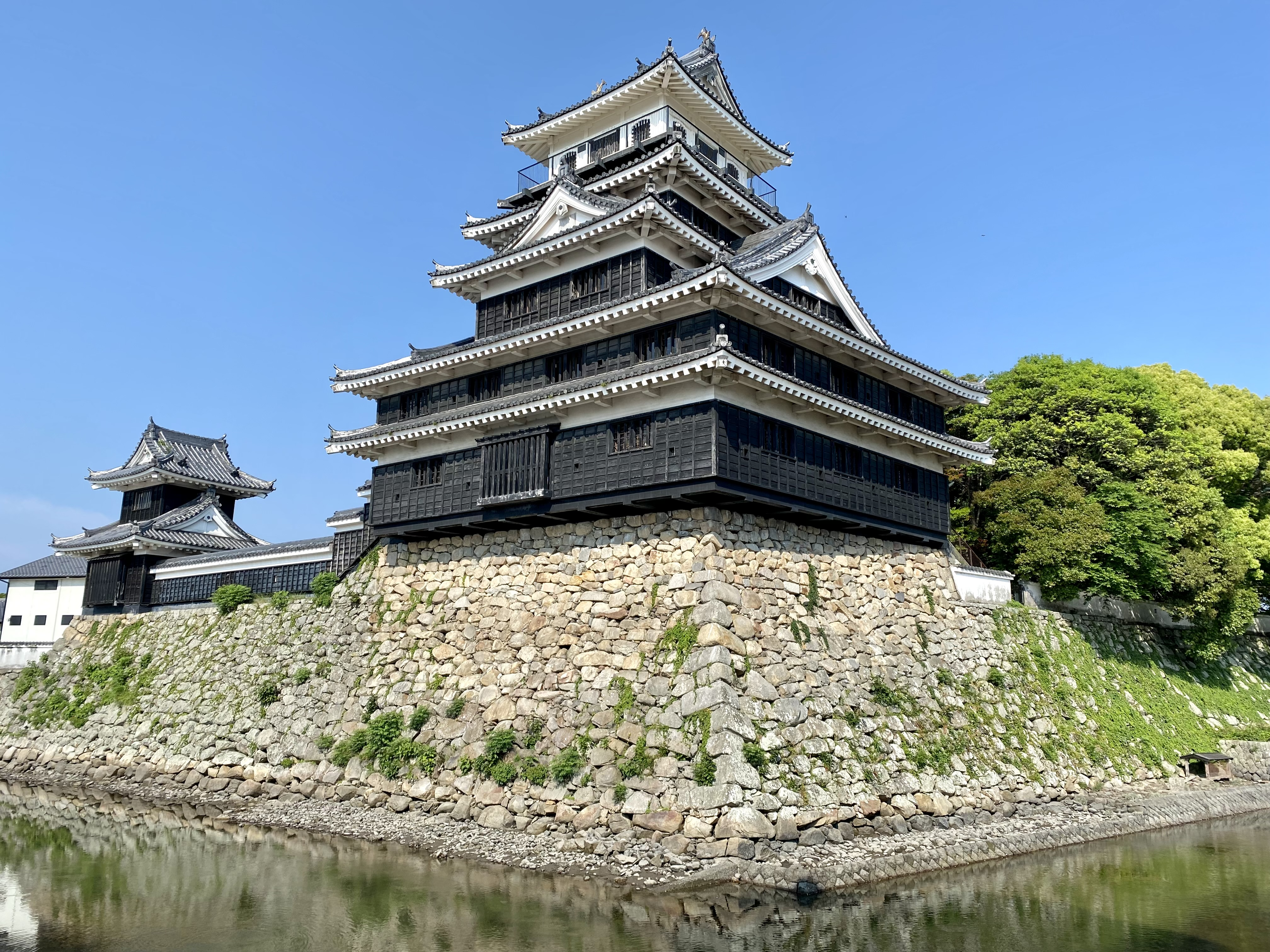
中津城の模擬天守

城下町としての歴史は、1587年（天正15年）に黒田孝高が豊臣秀吉から豊前6郡（京都・築城・仲津・上毛・下毛・宇佐）の16万石と馬ヶ岳城（福岡県行橋市）が与えられた後に、拠点を山国川河口部に移し中津城を築城したところから始まる。市街地がほぼ完成したのは1600年代中頃とされる。城主は後に細川氏・小笠原氏を経て、1717年（享保2年）に奥平氏が入封し明治維新を迎えることになる。

### 近現代
廃藩置県により現在の市域は中津県となり、その後小倉県から福岡県となったが、1876年（明治9年）8月21日に福岡県のうち宇佐郡と下毛郡が大分県に編入され、中津支庁が設置されたことで大分県北の中心地として重要性を帯びるようになった。
近代工業の始まりは1879年（明治12年）から1880年（明治13年）にかけて工場が設置されたのが最初とされ、1890年代には繊維工業が集積するようになった。1929年（昭和4年）に大分県で3番目に市制を施行した。
昭和20年代には朝鮮特需を背景に鉄鋼工業の相次ぐ進出で、人口100,000人を維持し続けた。しかし、昭和30年代になると繊維産業の衰退により人口が減少に転じ、さらに石炭産業衰退による北九州工業地帯の相対的地位低下により人口の流出が続いた。一方で窯業関連や自動車関連の工場進出も進み、それに伴う第三次産業の規模も拡大し、1975年（昭和50年）以降は人口が増加傾向に転じた。1984年（昭和59年）には豊の国テクノポリスの中心都市に指定されている。
1985年（昭和60年）に人口が87,700人となったが、以降はわずかに人口は減少傾向にある。
- 1871年（明治4年）7月14日 - 廃藩置県により、中津藩を廃して中津県が設置される。
- 1871年（明治4年）11月14日 - 第1次府県統合により旧豊前国の中津県等を統合し、小倉県が発足。
- 1876年（明治9年）4月18日 - 第2次府県統合により小倉県が福岡県に編入される。
- 1876年（明治9年）8月21日 - 宇佐郡と下毛郡が福岡県から大分県に編入される。
- 1889年（明治22年）4月1日 - 町村制施行により、現在の中津市域に1町25村が成立。同日に中津町が町制施行。
- 1896年（明治29年）3月29日 - 福岡県上毛郡高浜村大字小祝のうち山国川支流以東を編入[4]。
- 1897年（明治30年）9月25日 - 豊州鉄道（現・日豊本線）行橋駅-長洲駅（現・柳ケ浦駅）間が開業し町内に鉄道が開通。町内に中津駅を設置。
- 1913年（大正2年）12月26日 - 耶馬渓鉄道（のちの大分交通耶馬渓線）中津駅-樋田駅間が開業。
- 1925年（大正14年）4月1日 - 大江村、豊田村を編入。
- 1929年（昭和4年）
  - 4月1日 - 小楠村を編入。
  - 4月20日- 中津町が市制施行して中津市が発足する。
- 1932年（昭和7年）6月12日 - 火災が発生。約300戸が焼失[5]。
- 1943年（昭和18年）8月8日 - 鶴居村、大幡村、如水村を編入。
- 1949年（昭和24年）6月9日 - 昭和天皇の戦後巡幸があり、三機工業工場、小幡記念図書館、中津公園、福沢諭吉旧宅などに行幸[6]。
- 1951年（昭和26年）4月1日 - 三保村を編入。
- 1954年（昭和29年）10月1日 - 和田村を編入。
- 1955年（昭和30年）2月1日 - 今津町を編入。
- 1975年（昭和50年）9月30日 - 大分交通耶馬渓線がこの日限りで廃止。
- 2001年（平成13年）3月22日 - 中津競馬場がこの日の開催を最後に閉鎖、廃止。
- 2004年（平成16年）12月 - ダイハツ工業が中津市内に建設していた新工場が操業開始[7]。
- 2005年（平成17年）3月1日 - 下毛郡（三光村、本耶馬渓町、耶馬溪町、山国町）を編入。
- 2017年（平成29年）7月 - 九州北部豪雨で被災し災害救助法の適用を受ける。
- 2018年（平成30年）4月11日 - 耶馬溪町金吉地区で地滑りが発生し住宅が埋没。6人が死亡。

#### 現市域内における行政区域の変遷
| 明治22年以前 | 明治22年4月1日 | 明治22年 - 大正15年             | 昭和元年 - 昭和19年           | 昭和元年 - 昭和19年             | 昭和20年 - 昭和29年              | 昭和20年 - 昭和29年              | 昭和30年 - 昭和63年            | 平成元年 - 現在             | 現在   |
| ------------ | -------------- | ------------------------------- | ----------------------------- | ------------------------------- | -------------------------------- | -------------------------------- | ------------------------------ | --------------------------- | ------ |
|              | 中津町         | 中津町                          | 中津町                        | 昭和4年4月20日 市制             | 中津市                           | 中津市                           | 中津市                         | 中津市                      | 中津市 |
|              | 大江村         | 大正14年4月1日 中津町に編入     | 中津町                        | 昭和4年4月20日 市制             | 中津市                           | 中津市                           | 中津市                         | 中津市                      | 中津市 |
|              | 豊田村         | 大正14年4月1日 中津町に編入     | 中津町                        | 昭和4年4月20日 市制             | 中津市                           | 中津市                           | 中津市                         | 中津市                      | 中津市 |
|              | 小楠村         | 小楠村                          | 昭和4年4月1日 中津町に編入    | 昭和4年4月20日 市制             | 中津市                           | 中津市                           | 中津市                         | 中津市                      | 中津市 |
|              | 鶴居村         | 鶴居村                          | 鶴居村                        | 昭和18年8月8日 中津市に編入     | 中津市                           | 中津市                           | 中津市                         | 中津市                      | 中津市 |
|              | 大幡村         | 大幡村                          | 大幡村                        | 昭和18年8月8日 中津市に編入     | 中津市                           | 中津市                           | 中津市                         | 中津市                      | 中津市 |
|              | 如水村         | 如水村                          | 如水村                        | 昭和18年8月8日 中津市に編入     | 中津市                           | 中津市                           | 中津市                         | 中津市                      | 中津市 |
|              | 三保村         | 三保村                          | 三保村                        | 三保村                          | 昭和26年4月1日 中津市に編入      | 昭和26年4月1日 中津市に編入      | 中津市                         | 中津市                      | 中津市 |
|              | 和田村         | 和田村                          | 和田村                        | 和田村                          | 昭和29年10月1日 中津市に編入     | 昭和29年10月1日 中津市に編入     | 中津市                         | 中津市                      | 中津市 |
|              | 桜洲村         | 桜洲村                          | 昭和8年4月1日 新昭村          | 昭和15年11月3日 町制改称 今津町 | 今津町                           | 今津町                           | 昭和30年2月1日 中津市に編入    | 中津市                      | 中津市 |
|              | 尾紀村         | 尾紀村                          | 昭和8年4月1日 新昭村          | 昭和15年11月3日 町制改称 今津町 | 今津町                           | 今津町                           | 昭和30年2月1日 中津市に編入    | 中津市                      | 中津市 |
|              | 真坂村         | 真坂村                          | 真坂村                        | 真坂村                          | 昭和29年3月31日 三和村           | 同日改称 三光村                  | 三光村                         | 平成17年3月1日 中津市に編入 | 中津市 |
|              | 深秣村         | 深秣村                          | 深秣村                        | 深秣村                          | 昭和29年3月31日 三和村           | 同日改称 三光村                  | 三光村                         | 平成17年3月1日 中津市に編入 | 中津市 |
|              | 山口村         | 山口村                          | 山口村                        | 山口村                          | 昭和29年3月31日 三和村           | 同日改称 三光村                  | 三光村                         | 平成17年3月1日 中津市に編入 | 中津市 |
|              | 東城井村       | 大正15年2月11日 改称 東耶馬渓村 | 東耶馬渓村                    | 東耶馬渓村                      | 昭和26年4月1日 本耶馬渓村        | 昭和26年4月1日 本耶馬渓村        | 昭和34年1月1日 町制 本耶馬渓町 | 平成17年3月1日 中津市に編入 | 中津市 |
|              | 上津村         | 上津村                          | 上津村                        | 上津村                          | 昭和26年4月1日 本耶馬渓村        | 昭和26年4月1日 本耶馬渓村        | 昭和34年1月1日 町制 本耶馬渓町 | 平成17年3月1日 中津市に編入 | 中津市 |
|              | 東谷村         | 東谷村                          | 東谷村                        | 東谷村                          | 昭和29年3月31日 本耶馬渓村に編入 | 昭和29年3月31日 本耶馬渓村に編入 | 昭和34年1月1日 町制 本耶馬渓町 | 平成17年3月1日 中津市に編入 | 中津市 |
|              | 西谷村         | 西谷村                          | 西谷村                        | 西谷村                          | 昭和29年3月31日 本耶馬渓村に編入 | 昭和29年3月31日 本耶馬渓村に編入 | 昭和34年1月1日 町制 本耶馬渓町 | 平成17年3月1日 中津市に編入 | 中津市 |
|              | 津民村         | 津民村                          | 津民村                        | 津民村                          | 昭和26年4月1日 中耶馬渓村        | 昭和28年9月1日 改称 耶馬渓村     | 昭和40年4月1日 町制 耶馬溪町   | 平成17年3月1日 中津市に編入 | 中津市 |
|              | 山移村         | 山移村                          | 山移村                        | 山移村                          | 昭和26年4月1日 中耶馬渓村        | 昭和28年9月1日 改称 耶馬渓村     | 昭和40年4月1日 町制 耶馬溪町   | 平成17年3月1日 中津市に編入 | 中津市 |
|              | 下郷村         | 下郷村                          | 下郷村                        | 下郷村                          | 昭和26年4月1日 中耶馬渓村        | 昭和28年9月1日 改称 耶馬渓村     | 昭和40年4月1日 町制 耶馬溪町   | 平成17年3月1日 中津市に編入 | 中津市 |
|              | 城井村         | 大正14年9月1日 改称 耶馬渓村    | 耶馬渓村                      | 耶馬渓村                        | 昭和28年4月1日 中耶馬渓村に編入  | 昭和28年9月1日 改称 耶馬渓村     | 昭和40年4月1日 町制 耶馬溪町   | 平成17年3月1日 中津市に編入 | 中津市 |
|              | 柿山村         | 柿山村                          | 昭和3年4月1日 改称 深耶馬渓村 | 昭和3年4月1日 改称 深耶馬渓村   | 深耶馬渓村                       | 昭和29年3月31日 耶馬渓村に編入   | 昭和40年4月1日 町制 耶馬溪町   | 平成17年3月1日 中津市に編入 | 中津市 |
|              | 三郷村         | 三郷村                          | 三郷村                        | 三郷村                          | 昭和26年4月1日 山国村            | 昭和26年4月1日 山国村            | 昭和33年4月1日 町制 山国町     | 平成17年3月1日 中津市に編入 | 中津市 |
|              | 溝部村         | 溝部村                          | 溝部村                        | 溝部村                          | 昭和26年4月1日 山国村            | 昭和26年4月1日 山国村            | 昭和33年4月1日 町制 山国町     | 平成17年3月1日 中津市に編入 | 中津市 |
|              | 槻木村         | 槻木村                          | 槻木村                        | 槻木村                          | 昭和26年4月1日 山国村            | 昭和26年4月1日 山国村            | 昭和33年4月1日 町制 山国町     | 平成17年3月1日 中津市に編入 | 中津市 |

## 行政

### 市長
- 奥塚正典（2015年11月17日就任、3期目）

#### 歴代市長
| 代 | 氏名       | 就任年月日    | 退任年月日     | 期・年数 |
| -- | ---------- | ------------- | -------------- | -------- |
| 1  | 佐藤寅二   | 1926年6月28日 | 1930年11月12日 |          |
| 2  | 中里真清   | 1931年4月7日  | 1934年2月26日  |          |
| 3  | 竹岡吉太郎 | 1934年3月10日 | 1942年3月9日   |          |
| 4  | 佐藤子之助 | 1942年7月31日 | 1946年1月23日  |          |
| 5  | 大江富太郎 | 1946年2月7日  | 1947年4月      |          |

| 代 | 氏名       | 就任年月日     | 退任年月日     | 期・年数 |
| -- | ---------- | -------------- | -------------- | -------- |
| 5  | 大江富太郎 | 1947年4月      | 1948年10月31日 | 1期1年   |
| 6  | 浅沼義男   | 1948年12月23日 | 1952年9月13日  | 1期4年   |
| 7  | 岩田虎蔵   | 1952年10月7日  | 1956年10月4日  | 1期4年   |
| 8  | 市川文雄   | 1956年10月5日  | 1959年9月30日  | 1期4年   |
| 9  | 深尾新吉   | 1956年11月18日 | 1967年11月16日 | 3期11年  |
| 10 | 八並操五郎 | 1967年11月17日 | 1987年11月16日 | 5期20年  |
| 11 | 鈴木一郎   | 1987年11月17日 | 2003年11月16日 | 4期16年  |
| 12 | 新貝正勝   | 2003年11月17日 | 2015年11月16日 | 3期12年  |
| 13 | 奥塚正典   | 2015年11月17日 | 現職           |          |

### 友好都市
- 福岡県太宰府市 - 2014年11月23日友好都市協定締結[8]

## 公共機関

### 国の行政機関
- 大分地方法務局中津支局
- 熊本国税局中津税務署
- 大分労働局中津労働基準監督署
- 大分労働局中津公共職業安定所
- 九州地方整備局山国川河川事務所

### 県の行政機関
- 北部振興局中津事務所
- 中津県税事務所
- 北部保健所
- 中津土木事務所

### 市関連施設

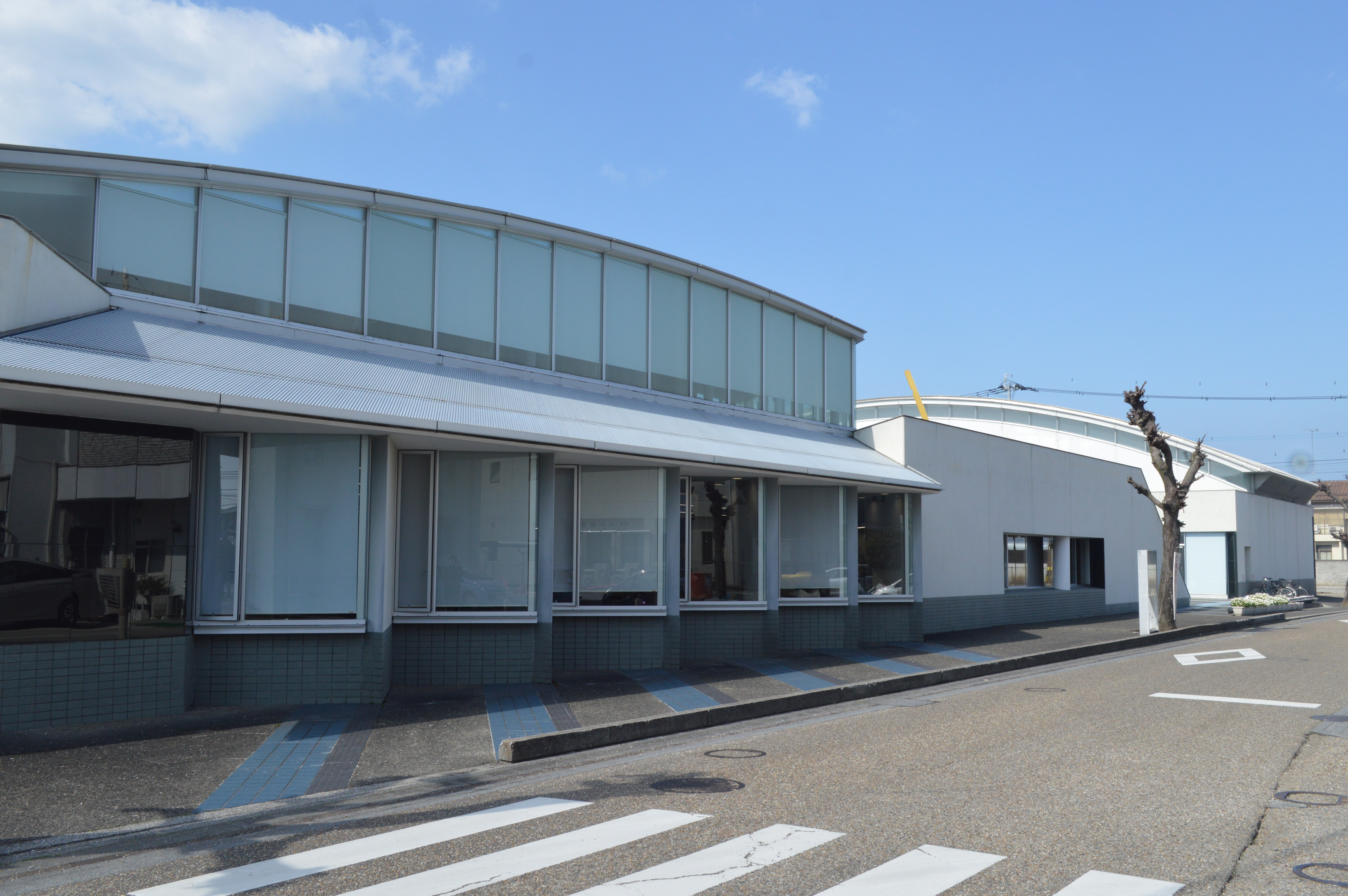
中津市立小幡記念図書館

- 中津市消防本部
- 中津市立中津市民病院
- 中津市立図書館（組織名）
  - 中津市立小幡記念図書館
  - 中津市立三光図書館
  - 中津市立本耶馬渓図書館
  - 中津市立耶馬渓図書館
  - 中津市立山国図書館
- 風の丘葬斎場

### 警察

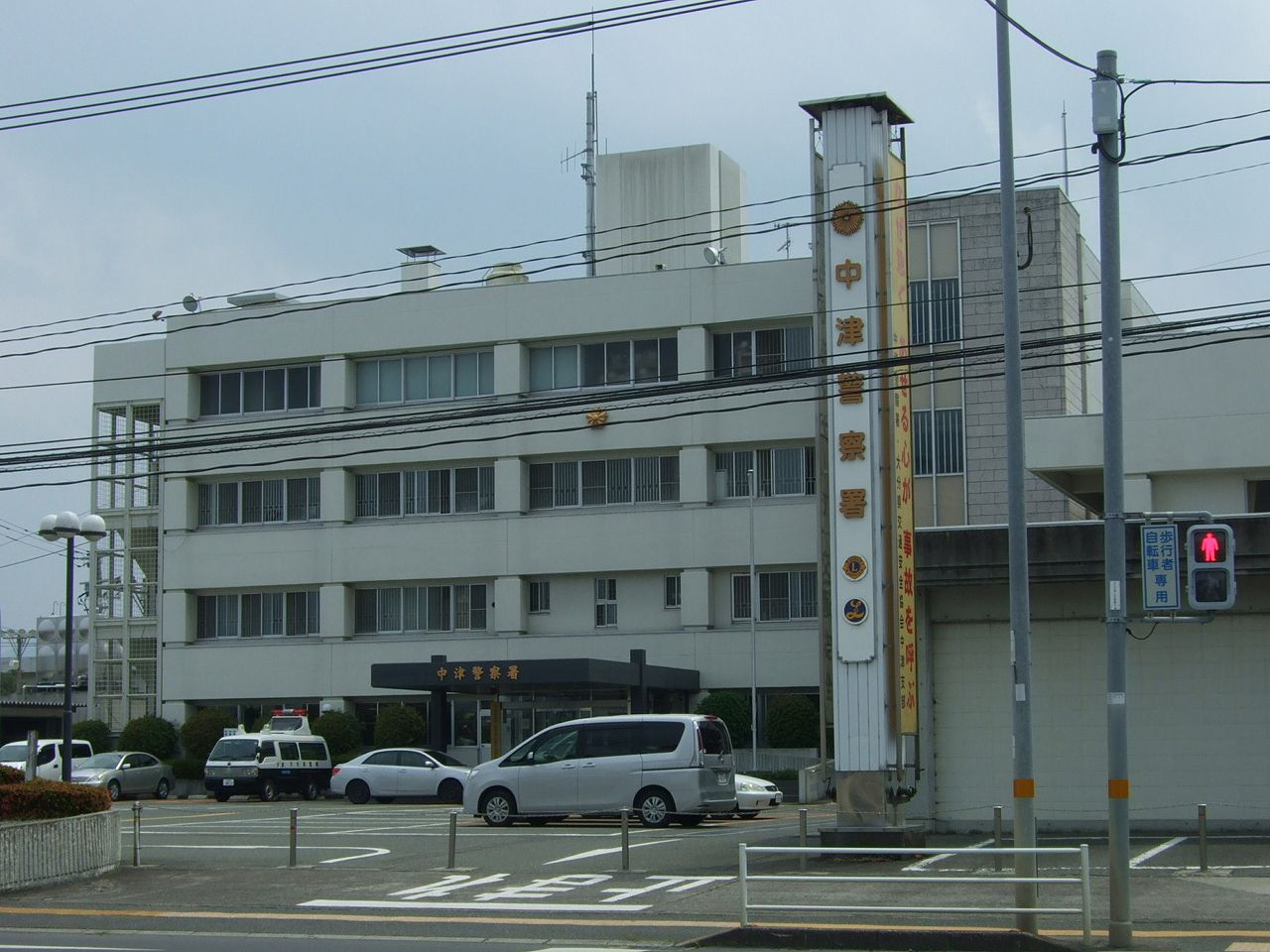
中津警察署

- 中津警察署
  - 交番
    - 中津駅交番 - 大字島田
    - 中津南交番 - 大字上宮永
    - 中津東交番 - 大字上如水

  - 駐在所
    - 山口警察官駐在所 - 三光田口
    - 真坂警察官駐在所 - 三光土田
    - 洞門警察官駐在所 - 本耶馬渓町樋田
    - 上津警察官駐在所 - 本耶馬渓町折元
    - 柿坂警察官駐在所 - 耶馬渓町大字柿坂
    - 下郷警察官駐在所 - 耶馬渓町大字大島
    - 山国町宇曽警察官駐在所 - 山国町宇曽
    - 山国町草本警察官駐在所 - 山国町草本

### 司法機関
- 大分地方裁判所中津支部
- 大分家庭裁判所中津支部
- 中津簡易裁判所
- 中津検察審査会

### 矯正施設
- 福岡矯正管区 - 中津少年学院

## 教育

### 小学校
- 中津市立南部小学校
- 中津市立北部小学校
- 中津市立豊田小学校
- 中津市立小楠小学校
- 中津市立鶴居小学校
- 中津市立大幡小学校
- 中津市立如水小学校
- 中津市立三保小学校

- 中津市立和田小学校
- 中津市立今津小学校
- 中津市立沖代小学校
- 中津市立真坂小学校
- 中津市立山口小学校
- 中津市立秣小学校
- 中津市立深水小学校
- 中津市立樋田小学校

- 中津市立上津小学校
- 中津市立城井小学校
- 中津市立下郷小学校
- 中津市立津民小学校
- 中津市立三郷小学校[9]

閉校となった学校
- 中津市立山移小学校（2018年3月閉校）
- 中津市立柿坂小学校（2009年3月閉校）
- 中津市立永岩小学校（2014年3月閉校）

### 中学校
公立
- 中津市立豊陽中学校
- 中津市立緑ケ丘中学校
- 中津市立中津中学校
- 中津市立城北中学校

- 中津市立東中津中学校
- 中津市立今津中学校
- 中津市立三光中学校

- 中津市立本耶馬溪中学校
- 中津市立耶馬溪中学校
- 中津市立山国中学校[9]

休校している学校
- 中津ドン・ボスコ学園中学校（1997年4月1日以降休校中）

### 高等学校
公立
- 大分県立中津南高等学校
- 大分県立中津南高等学校耶馬渓校
- 大分県立中津北高等学校

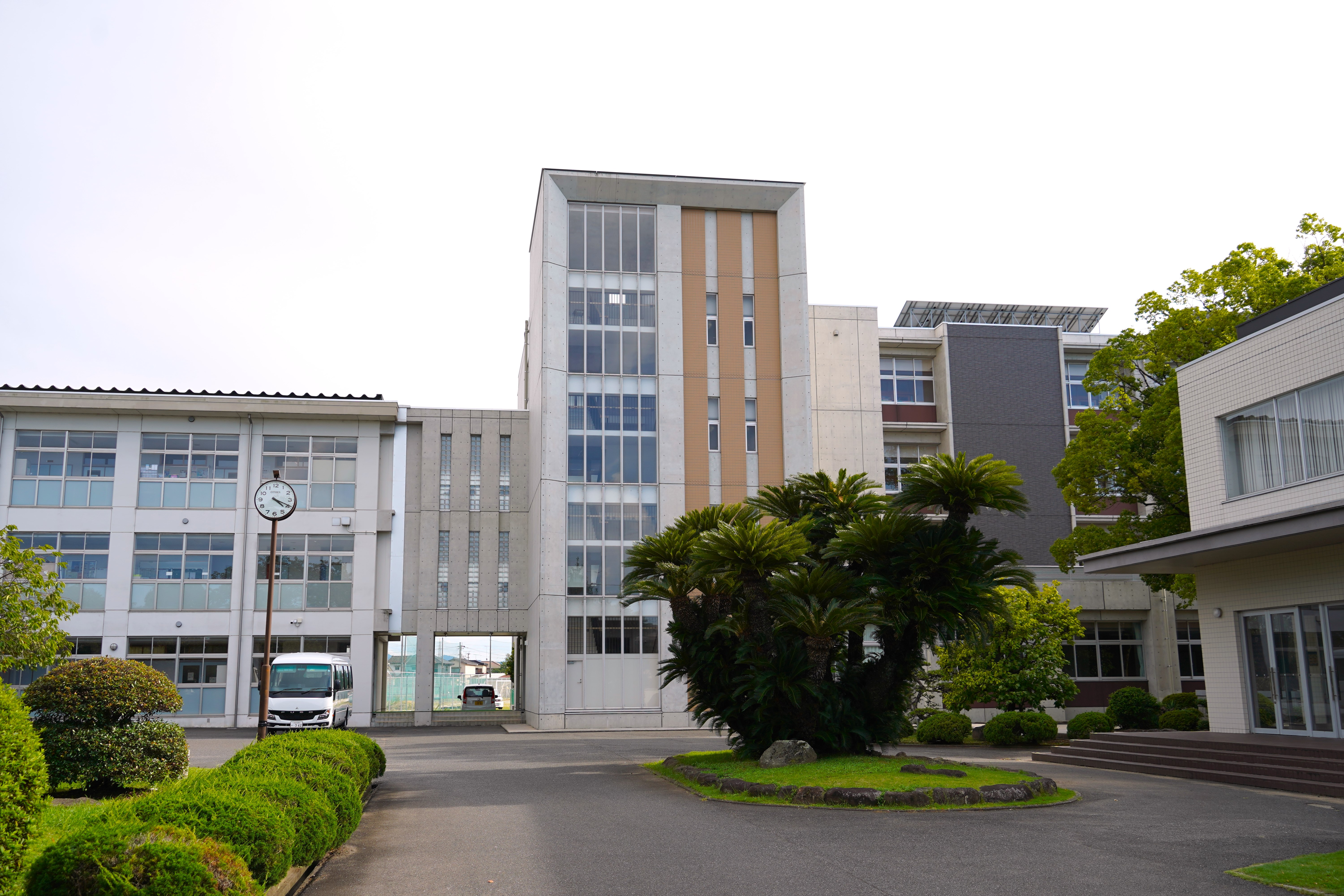
大分県立中津南高等学校

- 大分県立中津東高等学校（2009年4月開校）
  - 大分県立中津工業高等学校（2011年3月閉校）
  - 大分県立中津商業高等学校（2011年3月閉校）

私立
- 東九州龍谷高等学校

### 大学・短期大学
- 東九州短期大学

### 専修学校
- 中津ファビオラ看護学校

### 学校教育以外の施設
- 職業能力開発短期大学校
  - 大分県立工科短期大学校
- 認定職業訓練施設
  - 中津コンピュータカレッジ （職業訓練法人中津情報処理学園） - 2010年3月閉校。跡地は中津市の情報化支援施設「なかつ情報プラザ」となる[10]。

## 経済

### 主な企業
- ダイハツ九州（本社）
- TOTO
- ルネサス セミコンダクタ パッケージ&テスト ソリューションズ（大分工場）
- 西の誉銘醸（本社）
- オイレス工業（大分工場）
- DIC九州ポリマ
- マレリ九州（中津工場）
- 積水化成品大分（旧・積水化成品工業 大分工場）

### 特産品
- 旧中津市：はくさい、ブロッコリー、大分味一ねぎ、梨、蛤しるこ、巻柿、かぼす麺、ハモ料理、丸芳露（丸ボーロ）
- 旧三光村：ややま味噌、いちご、大分味一ねぎ、三光桃、三光パン、トルコギキョウ
- 旧本耶馬溪町：耶馬渓茶、夏秋きゅうり、生しいたけ、いちご、にら、ソバ加工品
- 旧耶馬溪町：耶馬溪牛乳、耶馬渓茶、トルコギキョウ
- 旧山国町：夏秋きゅうり、豊後牛、木工品、梨、かずら工芸品

#### から揚げ
中津市にはから揚げを売る店舗が多く、惣菜店・肉屋以外にもから揚げ専門店がある。中津市はから揚げを扱う店舗を掲載した「からあげマップ」を作成しており、観光案内所でも同様の地図を配布している。

### 中津市の銘菓
- 巻蒸（けんちん）
- 外郎饅頭（ういろうまんじゅう）
- 蛤しるこ
- ビスマン
- 壱万円の里せんべい
- びったれ餅
- 丸芳露（丸ボーロ）

### 主要大規模小売店舗
- サンリブ中津（約8,869m2）
- ゆめタウン中津（約27,000m2）
- イオンモール三光（旧・三光村）（約42,000m2）
  - セントラルシネマ三光（映画館）
- フレスポ中津北（6,129m2）

### 店舗を構える主な小売業者
- マルショク
- スーパーセンタートライアル
- ヤマダデンキ
- ケーズデンキ
- エディオン
- ホームプラザナフコ
- ゆめマート北九州
- グッデイ
- トキハインダストリー
- ビッグウッド
- 中津家具
- TSUTAYA
- ゲオ
- ブックオフ
- 明屋書店
- 未来屋書店
- 明林堂書店
- ニトリ
- コスモス
- ドラッグストアモリ
- しまむら
- ユニクロ
- ダイレックス
- ABCマート
- ダイソー
- ヒマラヤ
- 洋服の青山
- はるやま

### かつて存在した大規模小売店舗
- 中津サティ・大分交通中津ビル（旧「丸吉百貨店」→「中津ニチイ」。約11,000m2、2000年撤退） - 中津駅前。駐車場となっていたが2012年に市内下池永にあった結婚式場が新築移転。
- 中津寿屋百貨店（約14,000m2、2002年倒産） - 福沢通り・寿通り商店街入口。2012年現在売りビル。くらし館とレジャー館は2010年10月に解体。
  - AXiS中津寿屋百貨店本館・ファッション館
  - 中津寿屋百貨店くらし館 → アパンダシアーズ1中津店（2006年倒産）
  - 中津寿屋百貨店レジャー館

### 中心商店街
- 日の出町商店街（全蓋型アーケード設置）
- 新博多町商店街・寿通り商店街（全蓋型アーケード設置）
- 博多町商店街
- 仲町商店街

### 道の駅
- なかつ（国道10号）
- 耶馬トピア（国道500号）
- やまくに（国道212号）

## 交通

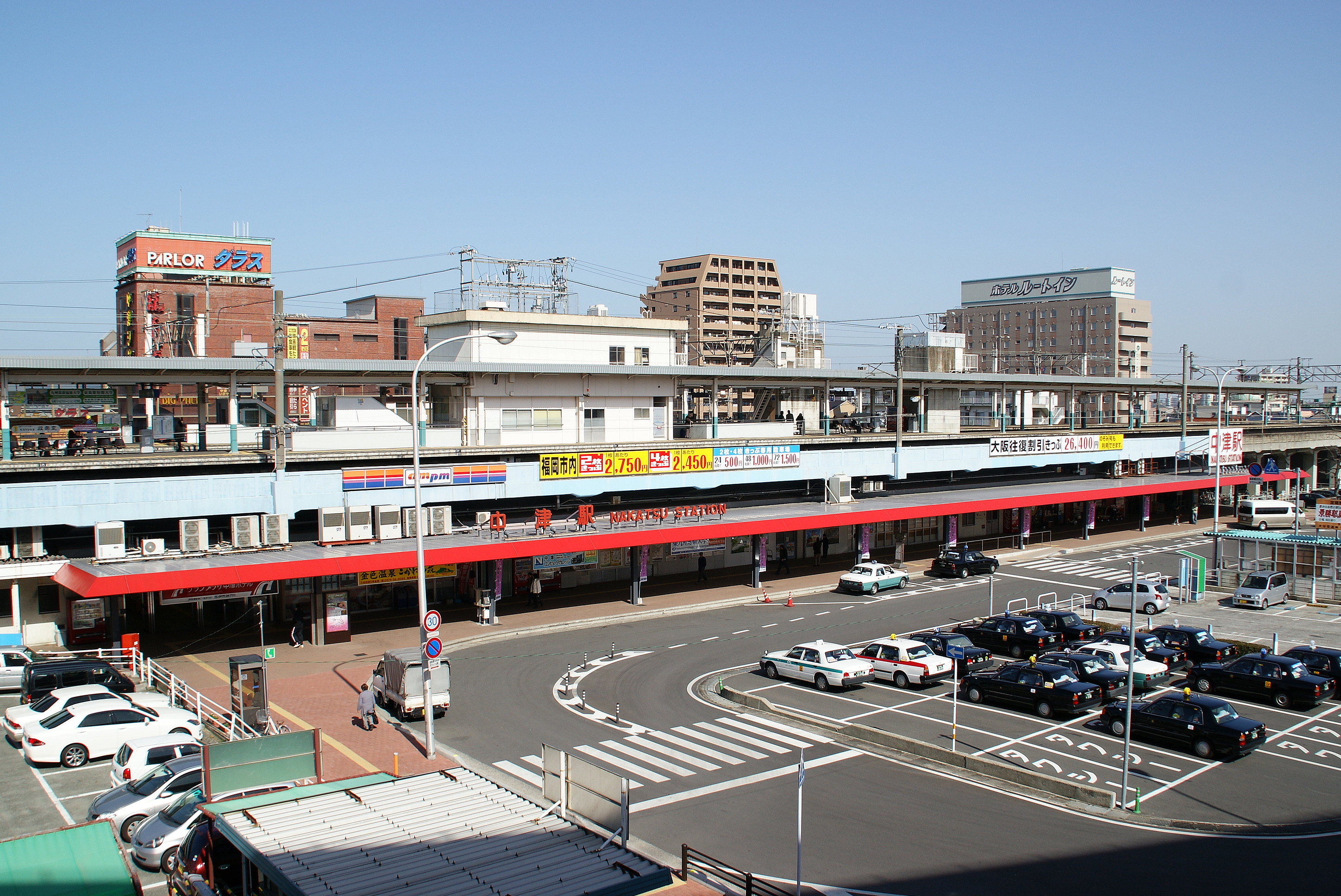
中津駅

交通面では、小倉方面（中津街道＝国道10号）、大分方面（日向街道＝国道10号）、耶馬渓・日田方面（日田往還＝国道212号）の分岐点である。また市内中心部から大分市まで車で1時間30分、北九州市まで車で1時間弱の距離にある。2015年3月には東九州自動車道、中津ICが開通した。また大分県道23号中津高田線はダイハツ車体の移転に伴い、片側2車線に拡幅されている。

### 鉄道
- 九州旅客鉄道（JR九州）
  - 日豊本線
    - 中津駅（中心駅） - 東中津駅 - 今津駅

### バス

#### 高速バス・特急バス
- 高速SORIN号：京都市・大阪市・神戸市 - 中津市（近鉄バス・大分バスによる共同運行）
- 空港特急バスノースライナー：大分空港 - 国東市旧安岐町 - 杵築市旧大田村 - 豊後高田市 - 宇佐市 - 中津市（大交北部バス）

#### 路線バス
- 大分交通グループ（大交北部バス、玖珠観光バス）
  - 中津市内
  - 中津駅前 - 四日市（宇佐市） - 院内（宇佐市） - 安心院（宇佐市）
  - 柿坂 - 日田バスターミナル（日田市）
  - 柿坂 - 豊後森駅前（玖珠町）

2004年（平成16年）3月まで西鉄バス京築の中津支社が中津駅北側に所在し、行橋市（かつては北九州市小倉北区砂津や福岡市中央区天神まで）や上毛町（旧大平村）友枝方面に路線バスを走らせていたが、沿線自治体が補助金を打切ったために不採算路線として廃止された。
コミュニティバス
- 中津市コミュニティバス - 中津地域（豊前・中津線、三保線）、三光地域（西秣線）、本耶馬渓地域（屋形コース、東谷コース、西谷コース）、耶馬溪地域（山移南コース、深耶馬東コース、山移北コース、深耶馬西コース）。豊前・中津線は、2010年4月26日に中津市と福岡県豊前市とが共同で開設。中津市民病院と豊前市役所を結ぶ（平日のみ4往復）[12]。
- 中津市山国バス - 山国地域（槻木線、所小野線、市平・奥谷線、長尾野線、フケ原・大石峠線、両宮線、毛谷村線）。

### 道路

#### 高速道路
高規格幹線道路（高速自動車国道）
- 東九州自動車道 : (8) 中津IC
中津ICは2015年3月1日に供用開始[13][14][15]。なお、中津ICは中津市中心市街からやや離れており、中心市街から最寄りのICは福岡県にある上毛PAスマートICである。

地域高規格道路
- 中津日田道路 : 定留IC - 犬丸IC - 伊藤田IC - 三光下秣IC - 中津IC - 田口IC - 青の洞門・羅漢寺IC - （未開通） - 本耶馬渓IC - 耶馬溪山移IC - 下郷交差点 - 山国IC（事業中） - 上志川IC（事業中） - 【日田市方面】
中津ICで東九州自動車道に接続。伊藤田IC - 中津IC間は2015年2月28日に開通した[16]。

#### 一般国道
- 国道10号
- 国道212号
- 国道213号
- 国道496号
- 国道500号

#### 県道
主要地方道
- 福岡県道・大分県道1号豊前万田線
- 福岡県道・大分県道2号豊前耶馬溪線
- 福岡県道・大分県道16号吉富本耶馬渓線
- 大分県道23号中津高田線

一般県道
- 大分県道108号中津吉富線
- 大分県道110号東下中津線
- 大分県道111号東上戸原線
- 大分県道113号中津豊前線
- 大分県道505号中津港線
- 大分県道530号小祝港線
- 大分県道531号中津停車場線
- 大分県道532号東中津停車場線
- 大分県道533号東中津停車場和田線
- 大分県道624号山移大島線
- 大分県道646号津民中摩線
- 大分県道662号下時枝今津停車場線
- 大分県道663号万田四日市線
- 大分県道664号円座中津線
- 大分県道665号鍋島植野線
- 大分県道666号深秣植野線
- 大分県道675号臼木沖代線
- 大分県道697号渋見成恒中津線
- 大分県道702号平原耶馬溪線
- 大分県道720号日田山国線

### 港湾
- 中津港（重要港湾 - ダイハツ車体進出にあわせ1999年に指定）

定期旅客航路は存在しないが、1971年（昭和46年）に宇部・中津フェリーが宇部港（山口県宇部市）を結ぶフェリー航路の運航を九州海運局に申請していた。500トンフェリー2隻を用い1日8往復、所要時間は1時間30分、航路距離は38キロメートル、積載能力は1便あたりトラック4台、乗用車10台、旅客300人の計画であった。

### 空港
- 最寄りの空港は大分空港または北九州空港。前者の場合は前述の直通バスがあるものの、後者の場合は日豊本線の普通列車で朽網駅まで移動（朽網駅にソニックは停車しない。）し、バスに乗り換える必要がある。

## 放送

### メディア
中津市（2005年の合併以前の地域）は大分県と福岡県の県境付近にあり、山口県とも周防灘をはさんで近接していることから、テレビ放送は3県の、FM放送は4県のものを受信できる。なお、ケーブルテレビ局では在福民放5局を区域外再放送していたが、旧市内は大分ケーブルテレコムとの合併により、KBCテレビとRKB毎日放送が除外された。旧下毛郡域は現行どおり全在福局を受信できる。
2005年9月17日には、大分県初のコミュニティ放送局「FMなかつ」が開局した。
中津市街地では、2008年3月25日にデジタル放送を開始した中津局のほか、福岡県（北九州局・行橋局・大河内局）、山口県（山口局）のデジタル放送の電波も届いており、視聴可能である。

## 名所・旧跡・観光スポット・祭事・催事

### 名所・旧跡
- 中津城
- 福澤諭吉旧居・福澤記念館

福沢諭吉旧居

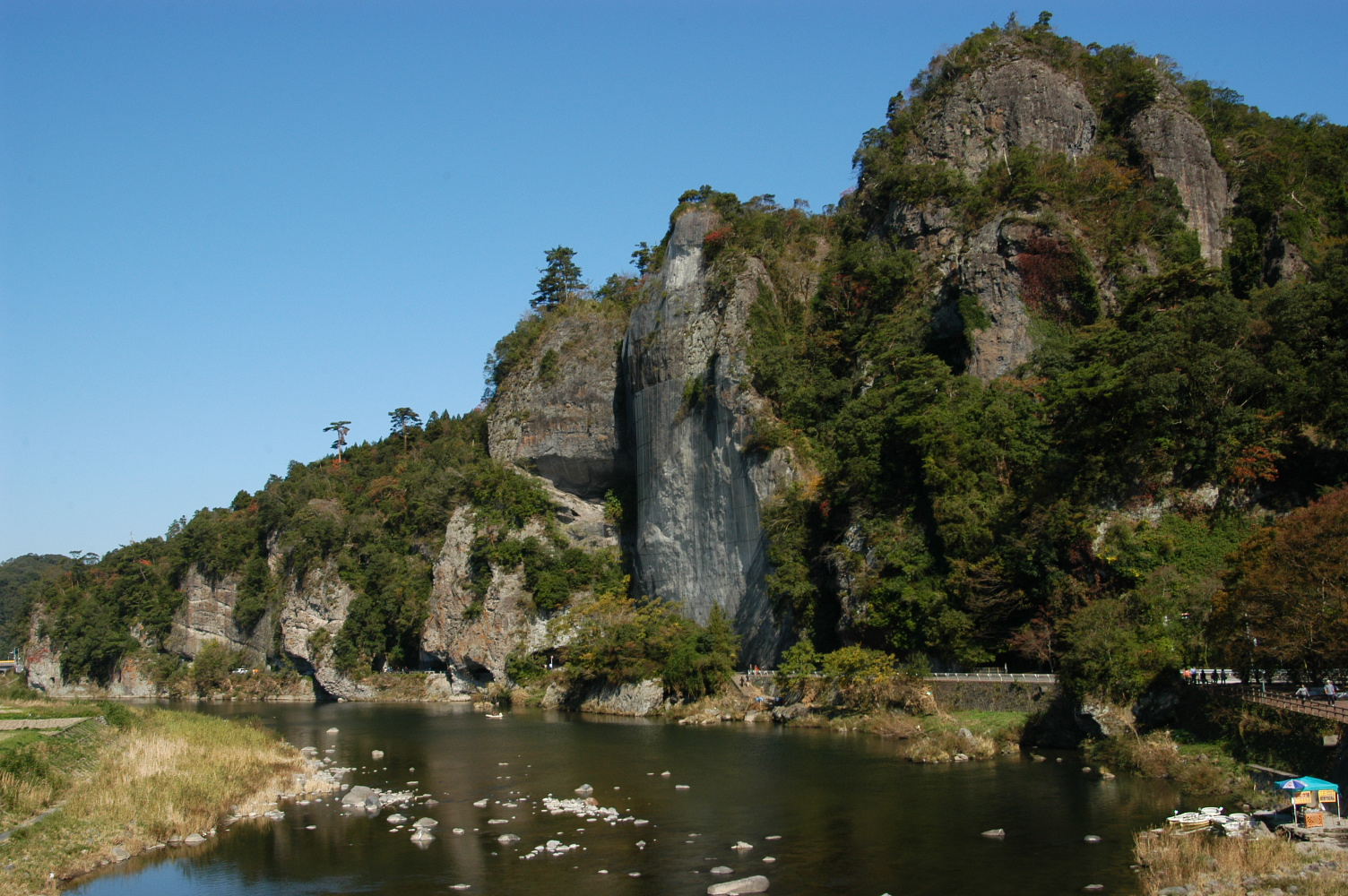
耶馬渓、競秀峰と青の洞門

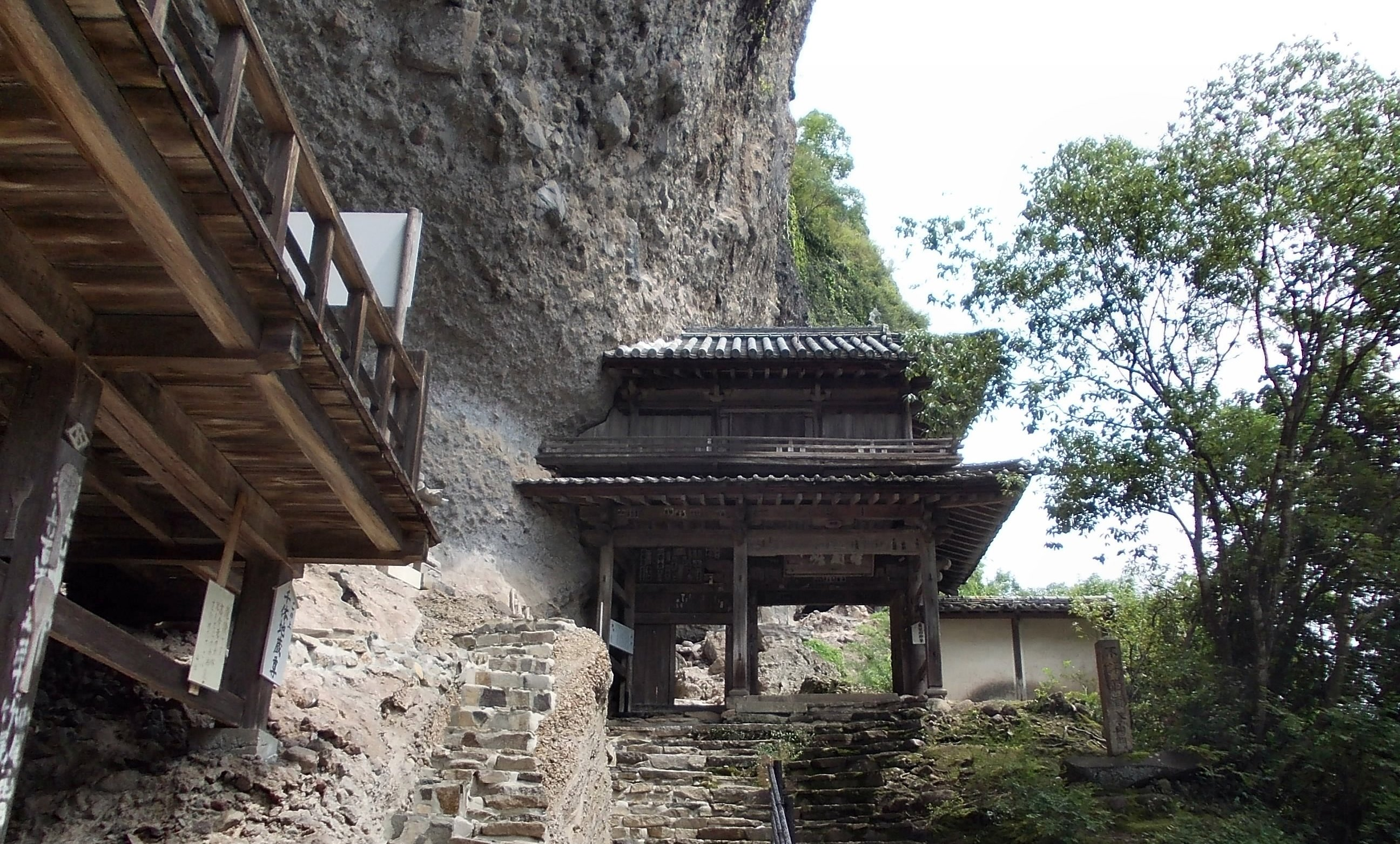
羅漢寺

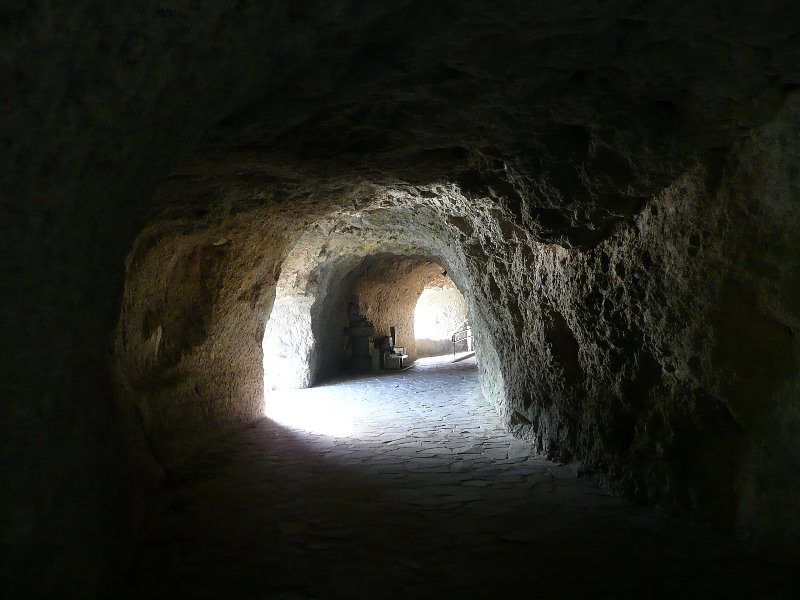
青の洞門内部

- 中津市歴史博物館 - 2019年11月1日開館。これに伴って中津市歴史民俗資料館が閉館している。
- 村上医家史料館[18] - 江戸時代初期から続く村上医家を始め、中津に残る医学・蘭学の史料を展示している。裏庭には、蛮社の獄で刑死した高野長英が潜伏していたと伝えられる土蔵が残る。
- 大江医家史料館[19] - 代々中津藩御殿医を務めた大江家を始め、中津に残る医学・蘭学の史料を展示している。5代雲澤は、麻酔薬「通仙散」の発明で知られる華岡青洲の医塾で学び、中津医学校の初代校長を勤めた。
- 金谷武家屋敷
- 自性寺大雅堂
- 生田家武家屋敷門 - 中津市学校校門として利用された後、中津市立南部小学校校門として利用された。
- 蛎瀬豊後街道
- 中津大神宮
- 中津神社 - 中津祇園の上祇園を開催。
- 薦神社
- 犬丸地区 - 昌泰4年（901年）に菅原道真が大宰府へ左遷させられる際、暴風雨に遭い難破して、九州で初上陸したと伝えられる地。
  - 菅公御着船の旧跡（かんこうごちゃくせんのきゅうせき）
  - 犬丸天満宮 - 天暦10年（956年）村上天皇の命で道真公の旧跡を訪ねた道真の孫の菅原文時がこの地に社殿を建立したと伝えられている。
  - 若籏神社 - 植野神楽【県指定無形民俗文化財】が毎年4月29日と大晦日に行われる。慶長5年（1600年）、黒田孝高は石垣原の戦いで勝利し、若籏神社に弓二張を奉納したと伝えられている。
- 三光コスモス園
- 耶馬渓 - 市域南部の山国川上流・中流域に広がる渓谷。
  - 深耶馬渓
  - 青の洞門
  - 羅漢寺
  - 耶馬渓橋
  - 馬渓橋
  - 羅漢寺橋
  - 大分県道411号中津山国自転車道線（メイプル耶馬サイクリングロード、大分交通耶馬渓線跡）
- 八面山金色温泉
- 耶馬溪温泉郷
- 守実温泉
- 中摩温泉
- 大勢温泉

### 祭り
- 城下町中津のひなまつり《2月》
- 中津みなとふじまつり《5月》
- 中津祇園《7月》【県指定無形民俗文化財】 - 毎年7月20日以降最初の金・土・日の3日間、中津神社を中心として行われる「上祇園」と闇無浜神社（くらなしはまじんじゃ）を中心とする「下祇園」からなる中津祇園祭りが開催され、旧市内を中心に2基の神輿と13台の祇園車とが練り歩く。
- 耶馬溪湖畔祭り《7月》
- 寺町とうろう祭り《8月》
- 鶴市花傘鉾祭《8月》【県指定無形民俗文化財】
- 薦神社 仲秋祭《9月》
- からあげフェスティバル《9月》
- 三光コスモス祭り《10月》
- 禅海ふるさとまつり
- やまくにかかしワールド《10月》
- 今津恵比須神社秋季大祭《10月》
- 今津大たいまつ《10月》
- 犬丸天満宮御神幸祭（大名行列）《10月》
- かまぎ餅祭り（鳩餅祭り）《11月》
- やんさ祭り《12月》
- 植野神楽《4月、12月》【県指定無形民俗文化財】

## スポーツ

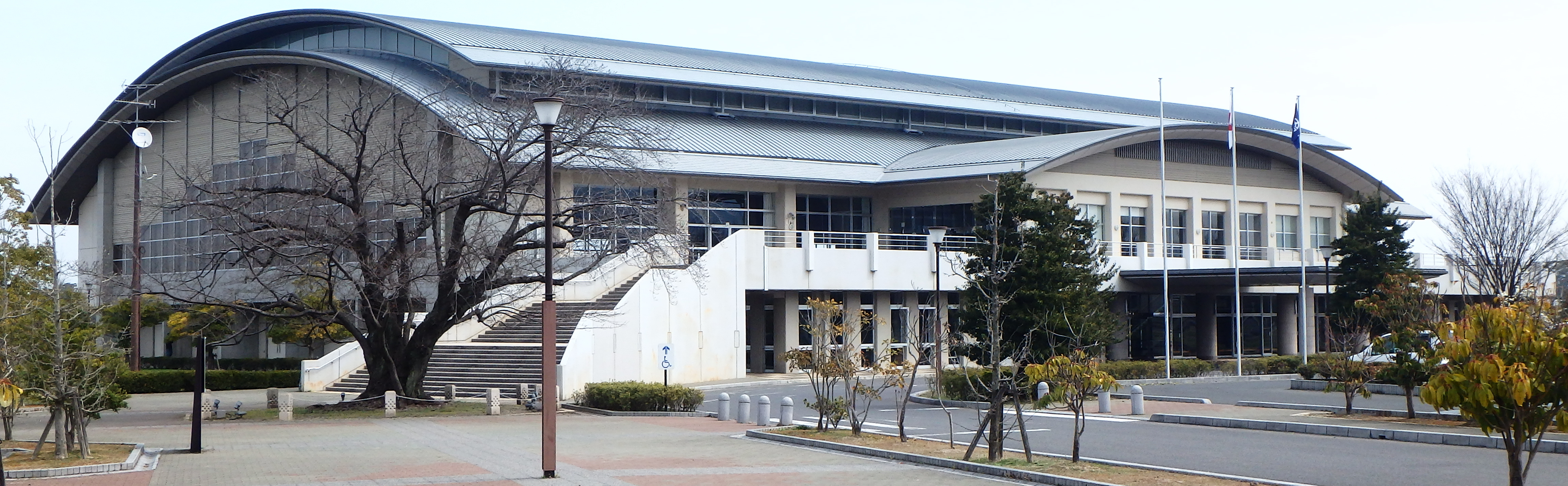
中津市総合体育館

### 施設
- 大貞総合運動公園
  - 中津市総合体育館（ダイハツ九州アリーナ）
  - 野球場（ダイハツ九州スタジアム）
  - 軟式野球場（ダイハツ九州軟式野球場）
- 中津体育センター
- 三光総合運動公園
- 永添運動公園
- 田尻ソフトボールグラウンド
- 中央公園ソフトボール球場
- 中津市民プール
- 耶馬溪海洋センター
- 耶馬溪アクアパーク
- やまくにスポーツパーク
- 禅海スポーツセンター

### スポーツチーム
- FC中津：サッカー（大分県社会人サッカーリーグ）

## 出身有名人

### 芸術・文化
- 糸園和三郎（画家）
- 江口榛一（詩人・社会運動家）
- 小野不由美（作家）
- 大悟法利雄（歌人）
- 巴里夫（漫画家）
- 福永光司（道教学者・哲学者）
- 松下竜一（作家）
- 永松茂久（著者）

### 教育者
- 石川才顕（刑事法学者）
- 臼杵陽（中東政治）
- 大坪研一（農学者）
- 小幡篤次郎（教育者）
- 栗木安延（経済学者）
- 相良直彦（菌類学者）
- 白石照山（教育者）
- 須賀晃一（経済学者）
- 染野檀（工学者）
- 浜野定四郎（教育者）
- 廣池千九郎（教育者）
- 福澤諭吉（教育者） - 大坂にあった中津藩蔵屋敷生まれ。
- 前野良沢（藩医、蘭学者、『ターヘル・アナトミア』翻訳者、『解体新書』著者）
- 水島銕也（教育者）
- 横松宗（教育学者）

### 実業・経済
- 朝吹英二（実業家）
- 宇都宮仙太郎（実業家、酪農家）
- 中上川彦次郎（実業家）
- 前田晃伸（みずほフィナンシャルグループ代表取締役社長）
- 村上巧児（実業家） - 井筒屋、西鉄社長
- 和田豊治（実業家）
- 奥和登  - 農林中央金庫代表理事理事長

### 芸能・スポーツ・マスコミ
- 大島康徳（元プロ野球選手、元プロ野球監督）
- 大野タカシ（シンガーソングライター、ローカルタレント）
- 奥村政稔（元プロ野球選手、福岡ソフトバンクホークス所属）
- 楠木早紀 - 競技かるた選手
- 倉本崇史（元プロサッカー選手、大分トリニータ・水戸ホーリーホックなど）
- 大悟法久志（高校野球監督）
- 小池可奈（アナウンサー）
- 滝ともはる（歌手）
- 田中瑛斗（プロ野球選手、読売ジャイアンツ所属）
- 豊光重信（力士）
- 中村康人 - 元大分朝日放送アナウンサー・瀬戸内海放送アナウンサー
- 本田理沙（アイドル歌手、タレント）
- 松原のぶえ（演歌歌手）
- 松室麻衣・元dream（歌手）
- 松本昌也（プロサッカー選手、ファジアーノ岡山所属）
- 南早紀（声優）
- 宮崎明日香（フリーアナウンサー）
- 屋敷優成（プロサッカー選手、大分トリニータ所属）
- 山口俊（元プロ野球選手、読売ジャイアンツ所属）
- 蘭華（シンガーソングライター）
- 梅津憂理（バレーボール選手、KUROBEアクアフェアリーズ所属）

### その他
- 梅津美治郎 - 軍人、関東軍総司令官、参謀総長、太平洋戦争降伏文書調印式日本大本営全権
- 奥平昌鹿 - 中津藩主、前野良沢の蘭学研究や儒学を保護
- 奥平昌高 - 中津藩主、「蘭語訳撰」（日蘭辞書）・「中津バスタード辞書」（蘭日辞書）を出版
- 小幡英之助 - 近代歯科の先駆者で歯科医師免許第1号
- 島田虎之助 - 江戸後期の剣術家、勝海舟の師